# El Nuevo Rumbo
El Nuevo Rumbo är en ort i Mexiko.   Den ligger i kommunen Colón och delstaten Querétaro Arteaga, i den centrala delen av landet, 170 km nordväst om huvudstaden Mexico City. El Nuevo Rumbo ligger 1 966 meter över havet och antalet invånare är 587.
Terrängen runt El Nuevo Rumbo är kuperad åt nordväst, men åt sydost är den platt. Runt El Nuevo Rumbo är det ganska tätbefolkat, med 111 invånare per kvadratkilometer. Närmaste större samhälle är Ajuchitlán, 4,3 km söder om El Nuevo Rumbo. Trakten runt El Nuevo Rumbo består i huvudsak av gräsmarker.